# Lohwagia intermedia
Lohwagia intermedia är en svampart som först beskrevs av Speg., och fick sitt nu gällande namn av Franz Petrak 1942. Lohwagia intermedia ingår i släktet Lohwagia och familjen Phyllachoraceae.   Inga underarter finns listade i Catalogue of Life.